# Исмаил Кемали
Исмаил Кемали Бей Вльора, по известен само като Исмаил Кемали (роден на 16 януари 1844 г. във Вльора, починал на 24 януари 1919 г. в Перуджа) е лидер на албанското национално движение, основател и първи президент на Албания. Председател на Националното събрание (28 – 29 ноември 1912 г.), председател на временното правителство (29 ноември 1912 г. – 22 януари 1914 г.), министър на външните работи. Национален герой на Албания.

## Биография
Исмаил Кемали е роден във Валона (днешна Вльора) в богато феодално семейство на бейове. В родния си град получава начално образование, а след това завършва гимназия в Янина. През 1859 г. заминава за Константинопол, където започва кариера, като османски държавен служител, участва в провежданите либерални реформи на Мидхат паша, по-късно е заемал длъжността губернатор в няколко балкански града. В продължение на години полага усилия за стандартизация на албанската азбука и основаването на Албанската културна асоциация. През 1877 г. започва да се издига на водещи позиции в османския политически живот, докато султан Абдул Хамид II не отстранява Мидхат паша от поста премиер-министър, Кемали е изпратен в западна Анадола, докато султана не го връща и го назначава за губернатор на Бейрут. През 1892 г. Кемали предлага план на султана за създаването на Балканска федерация. Той включва съглашение между балканските държави и империята. Тези му либерални възгледи са причина за захлаждане на отношенията му със султана, и изпращането му като валия на Триполи, като тази му длъжност Кемали разглежда като пращане в изгнание. Така през май 1900 г. на борда на кораба британския посланик Кемали моли за политическо убежище. Изведен е от Турция и живее в изгнание осем години, работейки едновременно върху конституционната реформа на Османската империя и над развитието на националното движение в Албания. След въстанието на младотурците през 1908 г. става депутат във възстановения османски парламент. През 1909 г. става председател на Османската национална асамблея, но скоро е принуден да напусне Истанбул. След това се концентрира в изключително и само върху въпроса за независимостта на Албания.
Кемали играе ключова роля в приетата албанска декларация за независимост, по-известна като Декларацията от Вльора и формирането на правителство на независима Албания на 28 ноември 1912 г. Така завършва повече от 500-годишното владичество на Албания от Османската империя. Заедно с Луид Гуракучи, провесват албанския флаг на балкона на къщата, където е подписана декларацията. Исмаил Кемали е министър-председател на Албания от 1912 до 1914 г.
По време на Първата световна война Кемали живее в Париж, където понякога пише за вестник Daily Mail, а също така сътрудничи и с други издания, които публикуват неговите мемоари. През 1918 г. пристига в Италия за поддръжка на неговото движение в Албания, но италианското правителство му забранява да напуска страната, и той става неволен гост в хотел в Перуджа. Там той умира от сърдечен удар на 24 ноември 1919 г.

## Памет
В негова памет университетът на родния му град Вльора носи неговото име.